# ヴァレリオ・アニョーリ
ヴァレリオ・アニョーリ（Valerio Agnoli、1985年1月6日 - ）は、イタリア、アラトリ出身の自転車競技（ロードレース）選手。

## 来歴
2003年
- ジロ・デッラ・ルニジャーナ 総合優勝

2004年、ドミーナ・ヴァカンツェとトレーニー契約を結ぶ。
- ジロ・ディ・ロマーニャ・エト・コッパ・プラッチ 10位

2005年、ナトゥリーノ＝サポーネ・ディ・マーレと契約を結んでプロ転向。
- ツアー・オブ・チンハイレイク 総合3位&区間1勝

2006年
- セッティマーナ・チクリスティカ・ロンバルディア 5位
- グラン・プレミオ・インドゥストリア・エ・アルティジャナート 7位

2008年、リクイガスに移籍。
- ブエルタ・ア・エスパーニャ
  - TTT1勝
- ジャパンカップサイクルロードレース 4位

2009年
- メモリアル・マルコ・パンターニ 3位
- ジロ・デル・ヴェネト 7位
- ジャパンカップサイクルロードレース 7位

2010年
- ジロ・デ・イタリア
  - TTT1勝

2011年
- グラン・プレミオ＝ミゲル・インドゥライン 4位

2012年
- ジロ・ディ・トスカーナ 3位

2013年、アスタナ・チームに移籍。
2017年、バーレーン・メリダに移籍。
| グランツール | 2008 | 2009 | 2010 | 2011 | 2012 | 2013 | 2014 |
| ------------ | ---- | ---- | ---- | ---- | ---- | ---- | ---- |
| ジロ         | —    | 61   | 32   | 83   | 57   | 39   | 71   |
| ツール       | —    | —    | —    | —    | —    | —    |      |
| ブエルタ     | 110  | —    | —    | 105  | —    | —    |      |